# 弹跳猪
弹跳猪（音译穆邓，羅馬化：Moo Deng）是一只生活在芭堤雅绿山国家动物园的泰国雌性侏儒河马。2024年9月，她的照片在网上疯传，成为了网络迷因。

## 生平
弹跳猪出生于2024年7月10日，父母分别是乔娜（Jonah）和托尼（Tony）。她的名字是經由民众投票选出的，有超过20, 000人投选“Moo Deng”（意思是“弹跳的猪肉”）以作为她的名字。弹跳猪有六个兄弟姐妹，其中包括另一只在同个动物园中深受欢迎的侏儒河马“红烧肉”（羅馬化：Moo Toon）。
芭堤雅绿山国家动物园在其官方Facebook页面上发布了弹跳猪的图片，这使弹跳猪很快就成为了粉丝们的最爱。弹跳猪与其他河马相比更加活泼。为了响应弹跳猪的人气，动物园宣布将出售以弹跳猪为原型设计的服装和其他周边产品。其他公司也生产以弹跳猪为原型的商品。其中，一家名为“Vetmon Cafe”的蛋糕店推出了一个以弹跳猪形状为特征的拟真蛋糕。此外，丝芙兰还发布了受弹跳猪启发的化妆教程。弹跳猪成功走红后已经成为网上许多粉丝艺术作品的主题。
由于弹跳猪在网上的人气飙升，2024年9月初，动物园每日游客数量翻倍。有些无良游客为了叫醒弹跳猪而向她泼水及投掷物品。后来，园区的工作人员在她的围栏周围安装了安全摄像头，设立了写有泰文、簡體中文及英文三国语言的警告标志。动物园园长宣布要对骚扰她的游客采取法律行动。这些游客对弹跳猪的骚扰在网上受到广泛谴责。为了容纳大量的游客，动物园对观看弹跳猪的游客进行了限制，一日仅开放最多50名游客，观看时间则限定为五分钟。
2024年11月，GMM Grammy发布了由Mueanphet Ammara创作，泰语、英语、中文和日语版本的弹跳猪官方主题曲《Moodeng Moodeng!》。

## 相关新闻
2024年11月5日美國總統選舉當天，動物園園方準備了兩盤分別寫有兩大候選人賀錦麗和川普名字的水果拼盤，讓弹跳猪預測選舉結果，結果她選了川普。川普在隨後的總統選舉勝出。